# Proturs

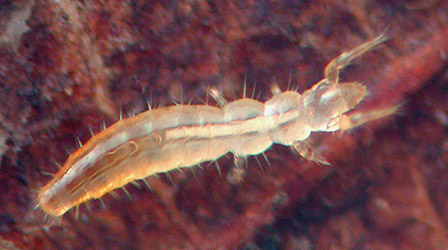
Protur.

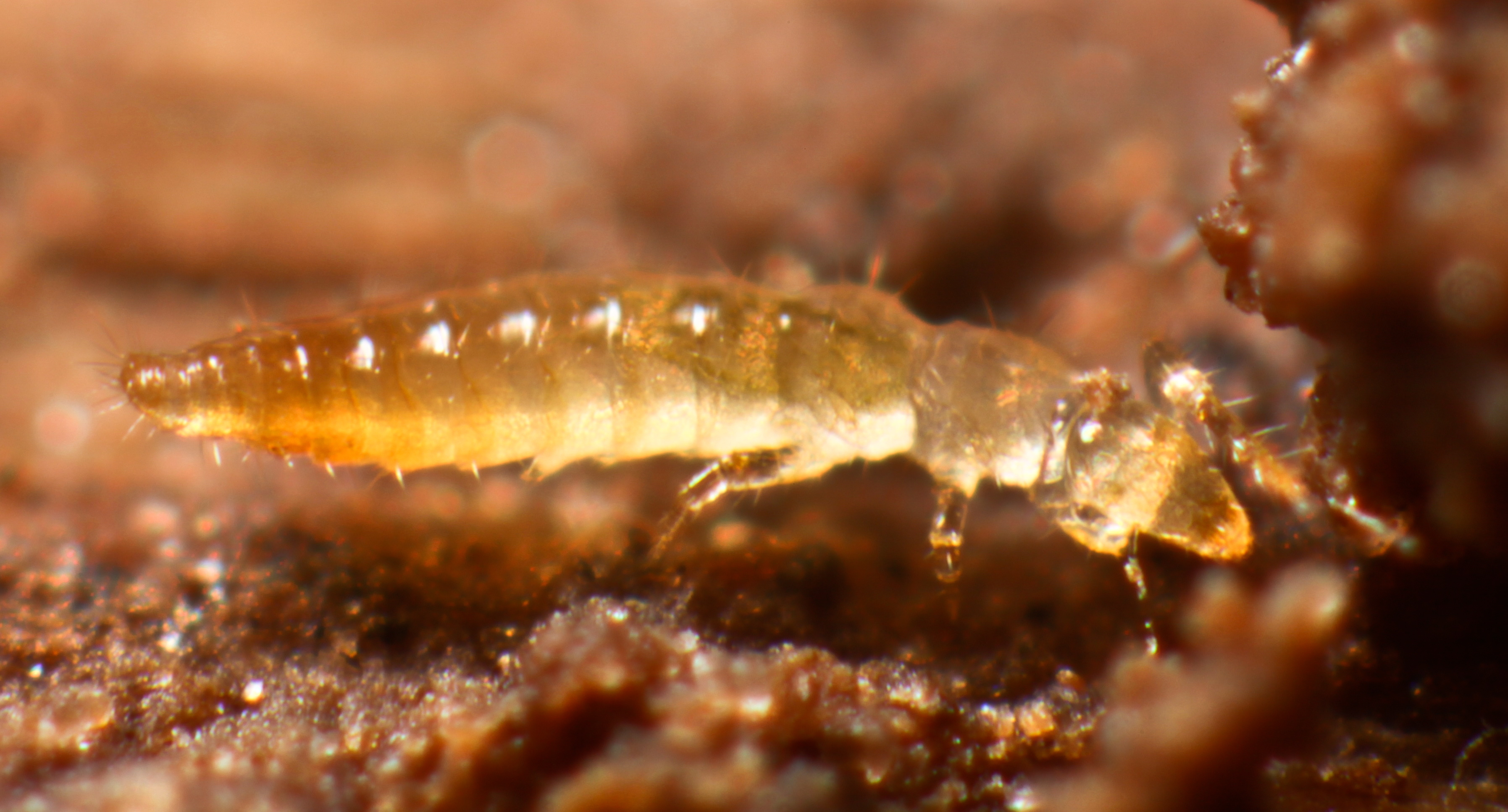
Acerentomon sp.

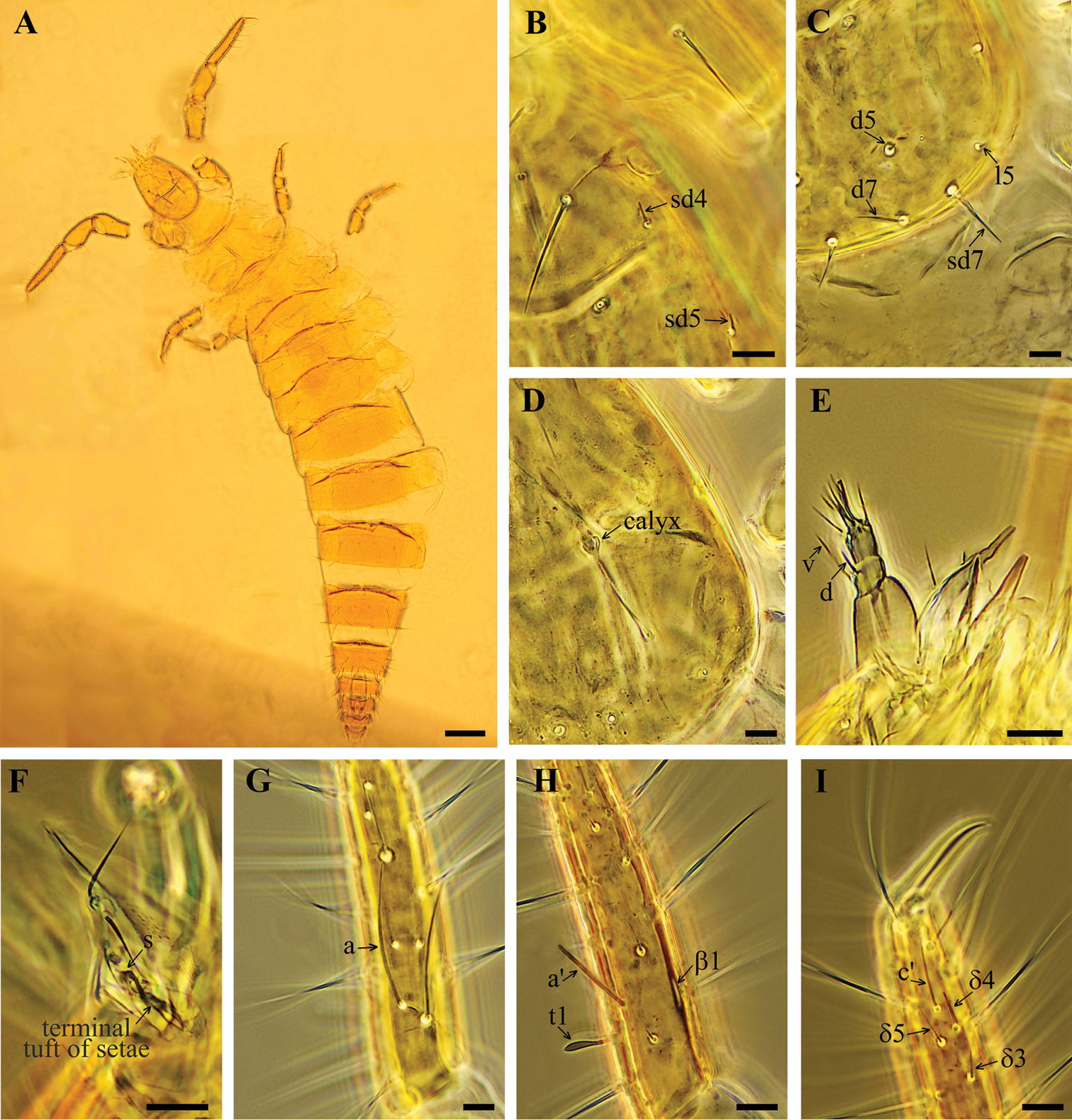
Acerentulus bulgaricus.

Els proturs (Protura) són una classe d'artròpodes del subfílum dels hexàpodes, molt propers als insectes vertaders. Es diferencien de tots els demés hexàpodes perquè no tenen antenes. Es tracta de diminuts habitants dels sòl que mesuren típicament al voltant d'1 mm i passen desapercebuts, per bé que poden ser molt abundants.

## Característiques
Els proturs mesuren al voltant d'1 mm (entre 0,5 i 2,5 mm). La seva anatomia és força senzilla i amb trets primitius quan es compara amb la dels insectes. Atesa la seva mida petita i el seus hàbits subterranis, és possible que part d'aquesta simplicitat sigui deguda a alguna reducció secundària, en particular l'absència d'antenes. Manquen de pigmentació, com és normal en animals que viuen apartats de la llum.
El cap és esferoïdal a la part posterior i tendeix a ser una mica cònica a l'anterior. Manquen d'antenes i d'ulls, i són entògnats (els apèndixs bucals estan encaixats endins a la part inferior del cap) com els altres grups d'hexàpodes a part dels insectes. Les peces bucals són primes i estan gairebé completament amagades, i només els extrems apareixen anteriorment. Les mandíbules són estiliformes, les maxil·les tenen la galea i lacínia allargades, amb palps de tres segments. El llavi és lobulat apicalment, amb palps usualment d'un segment. El cap presenten un parell de “pseudoculi” amb funció olfactòria o quimioceptora.
El tòrax està format per tres segments flexiblement articulats, cadascun amb un parell de potes de cinc artells acabades en una sola ungla. Les potes del primer parell són més vigoroses, dotades de setes sensorials (pèls) i les porten avançades i aixecades, usant-les com a òrgans sensorials, de manera que habitualment caminen només sobre quatre potes. En alguns (subordre Eosentomata) existeixen espiracles en els segments segon i tercer del tòrax.
L'abdomen presenta apèndixs articulats, semblants a petites potes, en els primers segments, un tret molt primitiu del qual amb prou feines queden altres rastres als hexàpodes. Els proturs són anamòrfics, és a dir, neixen amb menys segments que l'adult (9 en lloc d'11, comptant el tèlson o darrer segment). Aquesta característica, comuna en altres artròpodes, és absolutament excepcional als hexàpodes. Normalment hi ha cinc estadis (etapes de creixement) separades per les mudes corresponents.

## Història natural
Encara que petits i difícilment observables, són ubics als sòls, sobretot als forestals i no gaire àcids, i les seves poblacions poden assolir una notable densitat. També s'han trobat sota roques o sota l'escorça dels arbres. Alguns viuen al costat de la superfície, altres a 10 o 15 cm de profunditat i altres realitzen una migració estacional, romanent més a prop de la superfície a l'estiu. Els que viuen a prop de la superfície tenen potes més llargues i tendeixen a presentar un sol cicle anual de reproducció i creixement, mentre que els altres presenten extremitats més curtes i mantenen la seva activitat reproductora al llarg de l'any.
No se sap gaire sobre la seva alimentació, però de l'organització suctora (xucladora) de les seves parts bucals es dedueix que extreuen fluids de les restes orgàniques de les hifes dels fongs, probablement especialitzant-se en les micorrizes.
Les femelles ponen els ous a principi de primavera. El desenvolupament postembrionari és anamòrfic (va sumant segments a mesura que creix), cas únic entre els hexàpodes. Així, de l'ou neix una prelarva amb de vuit metàmers abdominals, tèlson, i amb els apèndixs incomplets. La prelarva passa mudes successives, i en cadascuna suma un nou segment fins que, en el quart estadi (anomenat júnior), aconsegueix els onze metàmers típics dels adults, per bé que encara no té l’armadura genital. En L'estadi següent, el cinquè, l'individu assoleix la maduresa sexual.

## Taxonomia
La classe Protura inclou 804 espècies en set famílies i tres ordres:
Ordre Acerentomata
- Família Hesperentomidae
- Família Protentomidae
- Família Acerentomidae

Ordre Eosentomata
- Família Antelientomidae
- Família Eosentomidae

Ordre Sinentomata
- Família Fujientomidae
- Família Sinentomidae